# 2024년 일본 폭염
2024년 일본은 4월부터 과도한 더위를 경험했으며, 이로 인해 최소 59명이 열 관련 사망에 이르렀고, 7월에는 일본 전역의 최소 62개 기온 관측소에서 기온 기록이 경신되었다. 일본 기상청(JMA)에 따르면, 폭염 기간 동안의 평균 기온은 1898년 기록이 시작된 이래 일본의 4월과 7월 중 가장 더운 기온을 기록했다.

## 기상
일본 기상청에 따르면 7월의 폭염은 태평양 위에 정체된 고기압과 일본 남부에서 북부 지역으로 이동하는 따뜻한 공기의 움직임으로 인해 발생했다. 8월 2일, 고기압 시스템은 오키나와부터 도호쿠에 이르는 지역으로 이동했다.

## 폭염
일본 기상청에 따르면, 2024년 4월 일본 전역의 평균 기온은 연간 4월 평균 기온보다 2.76 °C 높았으며, 이는 일본 기상청 기록이 시작된 1898년 이래 가장 더운 4월이었다.
2024년 6월, 시즈오카현은 일본에서 2024년 처음으로 40 °C (104 °F)를 넘은 현이 되었다.
2024년 7월, 일본의 기온은 7월 평균보다 2.16 °C 높아 2023년 7월의 1.91 °C 상승 기록을 경신했다. 7월 29일, 도치기현 사노시에서는 기온이 41 °C (106 °F)에 도달했으며, 시즈오카현의 하마마쓰시를 포함한 6개 다른 지역에서도 40 °C (104 °F)를 넘거나 같은 기온을 기록했다.
8월 2일, 나라현 도쓰카와촌은 39.9 °C (103.8 °F)에 도달했고, 후쿠오카현 다자이후시는 39.3 °C (102.7 °F)에 도달했으며, 오사카부 히라카타시는 39.1 °C (102.4 °F)에 도달했다. 서일본에서는 6개 기상 관측 지점에서 역대 최고 기온을 기록했다.
일본 소방청은 7월 1일부터 21일까지 일본 전역에서 24,300명이 열사병으로 입원했으며, 그 중 9,078명이 7월 15일부터 21일 사이에 입원했다고 보고했다. 이 중 일본 후생노동성은 건설 근로자가 광범위한 육체노동을 수행하는 동안 야외 더위에 노출되어 사망자 중 가장 큰 비중을 차지하는 것으로 나타났다.
하코다테시는 1872년 기록 시작 이래 가장 많은 30 °C (86 °F) 이상의 기온을 기록한 날이 많았다. 과도한 더위는 농업에 광범위한 영향을 미쳤는데, 강렬하고 지속적인 햇빛으로 인한 변색으로 인해 "수십 톤"의 호박이 폐기되어야 했다. 과도한 수확으로 가격 안정을 위해 농부들이 약 6만 개의 옥수수 식물을 폐기하여 일본 엔으로 1천만 엔의 손실이 발생했다. 많은 농장에서 하루에 700–800 kg (1,500–1,800 lb)의 토마토가 더위로 인해 시장 기준 이하로 떨어져 많은 농부들이 토마토 재배를 포기하게 만들었다.

## 영향
2024년 4월부터 7월 말까지 최소 59명이 온열질환으로 사망했다.
2024년 7월, 지속적인 과도한 더위와 크게 증가할 것으로 예상되는 공기조화기 사용을 대비하여 일본국 정부는 8월부터 가스 및 전기 보조금을 재개했다. 이 보조금은 3개월 동안 재개될 예정이었지만, 일본의 정책 연구회는 정부에 2024년 말까지 이를 지속할 것을 촉구했다.
일본의 여러 학교는 학생들이 열사병에 취약한지 모니터링하기 위해 체온, 식단, 수분 섭취량, 수면 시간을 기록하는 일일 건강 평가 양식을 시행하기 시작했다. 또한 많은 학교에서 학생들이 휴대용 시계를 착용하여 체온이 38 °C (100 °F)를 초과할 경우 경고를 받을 수 있도록 했으며, 운동 전에 냉각 팩을 제공하고, 30분 운동 후에는 에어컨이 설치된 방에서 15분 동안 휴식을 취하도록 했다.
8월 2일, 일본 기상청과 일본 환경성은 일본 47개 현 중 36개 현에 열사병 경고를 발령했다.
8월 6일, 일본 당국은 7월에 수도권 (일본)에서 최소 123명이 열 관련 질병으로 사망했다고 보고했다. 도쿄 검시관 사무실에 따르면, 사망자의 대부분은 60세 이상이었다. 야외에서 사망한 사람은 두 명뿐이었고, 대부분은 에어컨이 설치되어 있었음에도 사용하지 않았다. 일본 소방청은 7월에 37,000명 이상이 열사병 치료를 위해 입원이 필요했다고 보고했다.

## 같이 보기
- 2023년 아시아 폭염
- 2022년 일본 폭염
- 2018년 동아시아 폭염